# Haute-Sorne
Haute Sorne (hispanizado Alta Sorne, en alemán Sornegau) es una comuna suiza del cantón del Jura, ubicada en el distrito de Delémont.

## Historia
La comuna fue creada el 1 de enero de 2013 tras la fusión de las antiguas comunas de Bassecourt, Courfaivre, Glovelier, Soulce y Undervelier. La fusión fue aceptada en votación el 5 de febrero de 2012. Ese mismo día, las comunas de Boécourt y Saulcy que también hacían parte del proyecto de fusión, no aceptaron la fusión.

## Geografía
Geográficamente el municipio de Haute-Sorne se encuentra bañada por el río Sorne. La comuna limita al norte con las comunas de Boécourt y Develier, al este con Courtételle, al sureste con Châtillon, Moutier (BE) y Perrefitte (BE), al sur con Petit-Val (BE) y Rebévelier (BE), al sureste con Saulcy y Saint-Brais, y al oeste con Clos du Doubs.

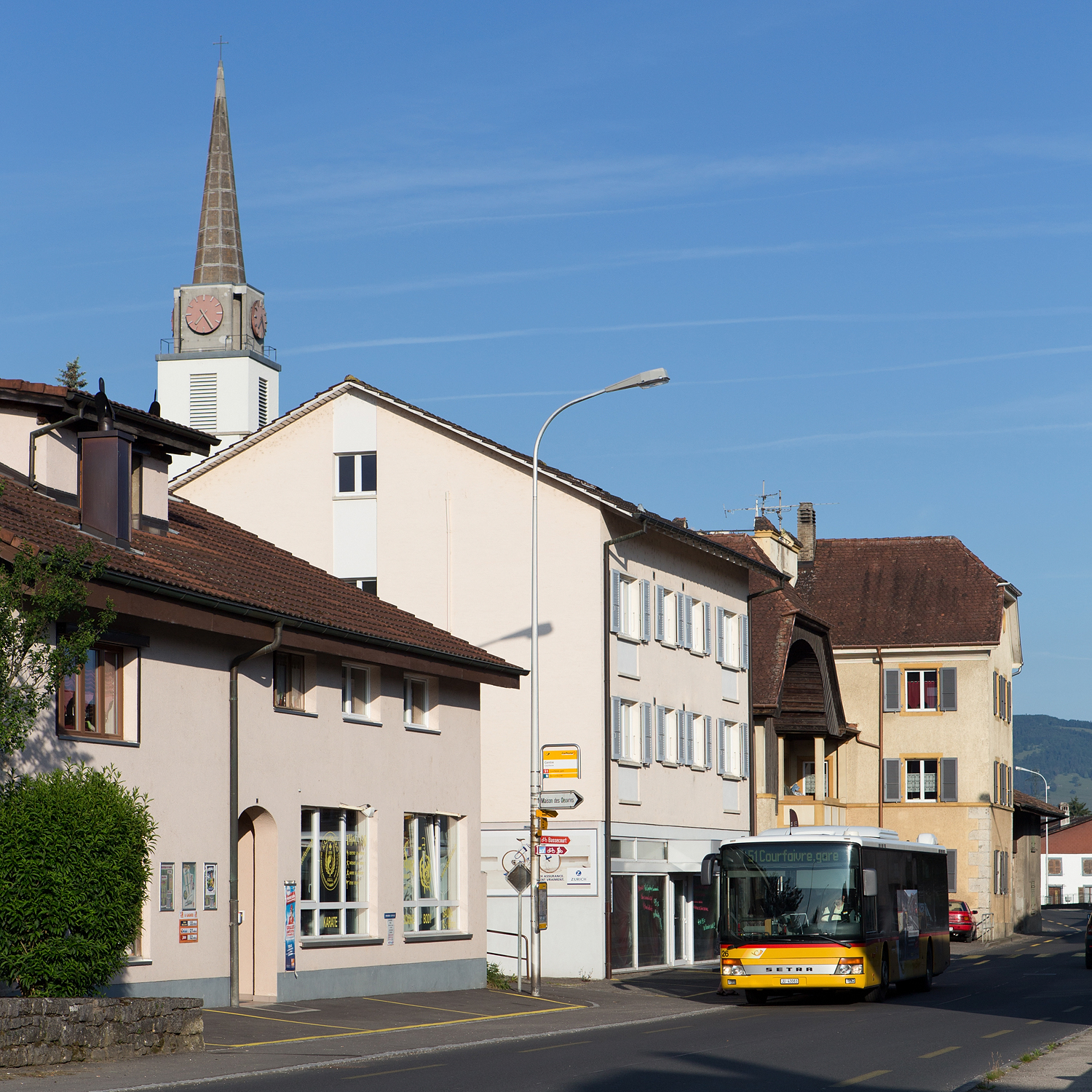
Iglesia de Courfaivre.